# Kankuria
Kankuria é uma vila no distrito de Murshidabad, no estado indiano de Bengala Ocidental.

## Demografia
Segundo o censo de 2001, Kankuria tinha uma população de 27 372 habitantes. Os indivíduos do sexo masculino constituem 50% da população e os do sexo feminino 50%. Kankuria tem uma taxa de literacia de 31%, inferior à média nacional de 59,5%: a literacia no sexo masculino é de 39% e no sexo feminino é de 23%. Em Kankuria, 23% da população está abaixo dos 6 anos de idade.